# Цейтлин, Григорий Израилевич
Григорий Израилевич Цейтлин (7 ноября 1911, Черневка, Могилёвская губерния — 27 марта 2000, Москва) — советский, российский художник, член Союза художников СССР, член профессионального Союза художников России, Заслуженный художник РСФСР, участник, инвалид Великой Отечественной войны.

## Биография
Начал учиться в местной школе, но умер отец и семья переехала к родным в Одессу. С юных лет он увлекался рисованием и поэтому в 1925 году, после окончания школы, поступил на учёбу в Одесский художественный институт. Первым учителем его был Ю. Р. Бершадский, ученик И. Е. Репина. Именно он пробудил у него любовь к искусству на всю жизнь. Всю жизнь Г. Цейтлин с глубокой благодарностью вспоминал и других своих учителей — А. А. Шовкуненко, Д. К. Крайнева, А. Ф. Гауша, Т. Б. Фраермана, П. Г. Волокидина. П. Г. Волокидин.
После окончания института Г. Цейтлина служил в Красной Армии, а когда после службы вернулся в Одессу, начал работать в изостудии Дворца пионеров. Активно занимался и художественным творчеством. В первые пейзаж молодого живописца был показан на выставке в Одессе в 1938 году. В 1939 году на Всесоюзной художественной выставке в Третьяковской галерее представлены уже две работы: пейзаж и портрет «Эрна» (Владимир Францевич Эрн — русский философ).
В 1940 году был призвали в армию и принимал участие в войне СССР с Финляндией. После войны Г. Цейтлин вернулся в Москву, где поступил на курсы повышения квалификации художников при Московском государственном художественном институте им. В. И. Сурикова. Курсами тогда руководил И. Э. Грабарь, академик АН СССР, народный художник СССР. Там преподавали известные художники В. Н. Бакшеев, Л. Ю. Крамаренко, П. И. Львов. Летом 1941 года слушатели курсов находились на пленэре под Москвой. И как только Григорий Цейтлин услышал о начале войны, он добровольцем ушёл на фронт. Как видно из материалов сайта «Память народа» с оружием в руках он защищал Родину на протяжении всей войны, пройдя с боями путь от Москвы до Берлина.
Начинал войну командиром взвода, потом стал командиром противотанковой батареи 531 артиллерийского полка 225 стрелковой дивизии. Воевал на самой передовой — истреблял танки противника. И особенно отличился в боях на Прибалтийском фронте, где в 1944 году был награждён своим первым орденом Красной Звезды. Второй такой орден получил в 1945 году. За боевые заслуги был награжден также двумя орденами Отечественной войны ІІ степени и медалями. Был ранен.
После войны он вернулся в Москву и стал преподавать в студия при Доме архитекторов, а также в Московской городской студии для инвалидов Великой Отечественной войны. Этой работе он предавал большое значение и говорил: «Когда учишь — и сам учишься». Для многих его учеников он остался учителем с большой буквы.
За более чем полувековую творческую деятельность им созданы сотни работ, которые можно увидеть в разных музеях России — в Государственной Третьяковской галерее, в художественных музеях Одессы, Кемерова, Воронежа, Краснодара, а также в частных собраниях в России и за рубежом: Германии, Франции, Англии, Японии, США. Работы художника неоднократно продавались на аукционах Sotheby`s и Christie`s.
В 1978 году за заслуги в области изобразительного искусства Григорию Израилевичу Цейтлину было присвоено почётное звание заслуженного художника РСФСР.
Умер 27 марта 2000 года и похоронен на Ваганьковском кладбище в городе Москве.

## Творческая деятельность
Художник работал в различных жанрах, но прославился как портретист, ибо считал, что портрет один из важнейших жанров в изобразительном искусстве. В портрете он стремился передать не внешние индивидуальные черты, а мир чувств, переживания человека.
Выступая на творческом обсуждении, проведённом журналом "Художник›› Г. И. Цейтлин говорил: «По-моему, в портрете все важно: и сходство, и живопись, и, как следствие этого, сила образного выражения. Если какой- нибудь компонент будет отсутствовать, это будет плохой портрет».
Он не был салонным художником и не стремился прославиться, рисуя портреты партийных и государственных деятелей. Будучи выходцем из белорусской глубинки, на своих холстах он запечатлел колхозников, рабочих, деятелей искусства и науки, воинов, студентов, товарищей по профессии. В его портретах его отсутствуют внешние эффекты, резкие контрастные сочетания. Художника привлекала неповторимость каждого человека, характерность его лица, сложность духовного мира. Он считал, что главными в портрете всегда остаются лицо и руки.
Дагмара Пипикян, искусствовед и преподаватель Московского художественного училища им. «Памяти 1905 года», характеризуя портреты художника отмечала, что «По композиционному решению портреты Г. Цейтлина внешне просты, но эта кажущаяся простота — результат большого мастерства художника. Главное средство выразительности полотен — цвет, играющий активную роль. Г. Цейтлин хороший рисовальщик. Его рисунок точен и крепок. Но именно цвет помогает добиться достоверности, организовать холст, раскрыть красоту человека. Цвет — это музыка живописи. Его живопись построена на сближенных тональностях, в ней нет внешнего эффекта».
Особенно ему удавались образы женщин-тружениц. Г. Цейтин также автор портрета народного артиста РСФСР, актера Театра сатиры Спартака Мишулина. Художник открывает в нём душевную теплоту, склонность к юмору. Кого — бы портреты ни писал художник, они всегда отмечены душевной мягкостью и благородством и какой-то особой, только ему присущей нежностью.
Михаил Садовский, член Союза писателей Москвы и Союза театральных деятелей России отмечал, что «Его портреты какие-то особенные. Трудно выразить один жанр искусства средствами другого, словами не передать красоту, суть, настроение полотна, тем более портрета, но мне кажется, что в стремлении остановить мгновение Григорию Израилевичу Цейтлину удалось сделать что-то волшебное, титаническое… недаром же и фамилия у него такая Цейтлин! „Цайт“ — это время! Воистину значащая фамилия!».
Он также автор многих натюрмортов. Под рукой художника предметы обретали благодаря тонким цветовым отношениям особую одухотворенность.
Г. Цейтлин любил путешествовать и писать пейзажи, особенно во время творческих командировк по Советскому Союзу. Он писал картины в Североморске, на Дальнем Востоке, на юге, в Прибалтике и других местах. Особенно любил писать старинные русские города, деревни, леса, поля и реки. В его пейзажах более всего привлекает цветовая гамма холста. Его картинам характерна свежесть красок, мягкость и богатство цветовых оттенков, легкость мазка.

## Общественная деятельность
Как член Союза художников СССР, он руководил группами художников в Домах творчества в Горячем Ключе, Паланге, на Сенеже, в Тарусе. Входил в состав комитета ветеранов Великой Отечественной войны при Московском союзе художников СССР.
Михаил Садовский, член Союза писателей Москвы и Союза театральных деятелей России вспоминая о нём писал «Никогда не слышал, чтобы он о ком-то сказал плохо! Зато все художники, которых я знал, говорили о нём с огромным уважением, а многие с благодарностью, вспоминая, как он им помогал и советом, и делом. Он был одним из руководителей Московского отделения Союза художников, Заслуженным художником РСФСР, но дело не в звании, а в авторитете, который Цейтлин имел среди коллег. Казалось бы, такой тихий, добрый, неконфликтный человек, он недаром, видно, получил фронтовую закалку, — умел настоять на своём и не боялся бороться. Много помогал молодым ребятам пробиться в Союз художников, получить заказы, попасть на выставку — а как это важно в самом начале пути! И люди не забывали этого, его имя было синонимом порядочности, честности и бескомпромиссности в стране, где зачастую человека и художника ценили не по его делам и возможностям, а по анкете…».

## Выставки
- 1938 — выставка художников Одессы
- 1939 — Всесоюзная художественная выставка
- 1946—2000 — Выставки московских художников — ветеранов Великой Отечественной войны
- 1976, 1981, 1991 — Персональные выставки. Москва
- 1999 — Выставка «Болдинская осень» в Центральном доме художников России

## Признание
- Член Союза художников СССР, с 1991 года член профессионального Союза художников России[7]
- Заслуженный художник РСФСР[8]

## Награды
- два ордена «Красной Звезды» (05.06.1944, 31.05.1945)
- два ордена «Отечественной войны ІІ степени»(23.09.1944, 06.11.1985)
- медаль «За Победу над Германией в Великой Отечественной войне 1941—1945 гг.»
- нагрудный знак «25 лет Победы в Великой Отечественной войне»
- медаль «За доблестный труд. В ознаменование 100-летия со дня рождения Владимира Ильича Ленина»
- медаль «Тридцать лет Победы в Великой Отечественной войне 1941—1945 гг.»
- медаль «Сорок лет Победы в Великой Отечественной войне 1941—1945 гг.»
- медаль «Пятьдесят лет Победы в Великой Отечественной войне 1941—1945 гг.»

## В сети
- Пипикян Дагмара Николаевна Московский живописец Григорий Цейтлин https://sovjiv.ru/news/676
- Цейтин Григорий Израилевич// https://maslovka.org/modules.php?name=Content&pa=showpage&pid=138
- Лившиц, Владимир: Работы этого художника продавали на аукционах Sotheby’s и Christie’s, а родился он в Дрибинском районе// https://horki.info/news/18952.html